# Rhoiptelea chiliantha
Rhoiptelea chiliantha ist die einzige Pflanzenart der Gattung Rhoiptelea in der Familie Walnussgewächse (Juglandaceae). Der englische Trivialname ist „Horsetail tree“. Das feine Holz wird zur Herstellung von Möbeln und Gerätschaften genutzt.

## Beschreibung
Rhoiptelea chiliantha ist ein laubabwerfender Baum, der Wuchshöhen von bis zu 20 Meter und Stammdurchmesser von etwa 60 cm erreicht. Die Bäume enthalten Harze und ätherische Öle. Die Rinde junger Zweige, die Nebenblätter, die Blattstiele und die Blütenstände sind dicht mit gelben Drüsen und Haaren bedeckt. 
Die wechselständig angeordneten, gestielten, aromatisch duftenden Laubblätter sind wechselnd unpaarig gefiedert mit (7 bis) 9 bis 11 (bis 13) gesägten Fiederblättchen. Die fein behaarte Rhachis ist rinnig. Der Blattstiel ist 3 bis 4 cm lang, das Blatt ist ohne Stiel 15 bis 30 (bis 40) cm lang. Die sitzenden, eiförmigen und spitzen bis zugespitzten Blättchen sind auf den Adern mehr oder weniger behaart. Die kleinen, asymmetrischen Nebenblätter weisen eine Länge von 3 bis 6 mm auf.
Die Blütenstände sind aus dreiblütigen Teilblütenständen zusammengesetzte, hängende Kätzchen, die etwa 15 bis 30 (bis 38) cm lang sind. Es gibt zwittrige und sterile weibliche, kleine, radiärsymmetrische Blüten. Die Blütenhülle besteht aus nur vier gleichgestaltigen, kleinen Blütenhüllblättern. Es sind sechs freie, fertile Staubblätter mit kurzen Staubfäden vorhanden. Zwei Fruchtblätter zu einem oberständigen Fruchtknoten verwachsen. Die zwei Griffel sind frei. Die Bestäubung erfolgt über den Wind (Anemophilie). Die Blütezeit reicht von Oktober bis Januar.
Es wird eine bei Reife (im Juli bis August in China) eine kleine, bräunlich gelbe, vierrippige, drüsige Nuss gebildet, die mit den zwei häutigen Flügeln 5 bis 8 mm breit ist. Die elliptischen Samen sind etwa 2 mm groß. Die zwei Keimblätter sind dick und ölhaltig.

## Vorkommen
Die Verbreitung ist subtropisch bis tropisch: vom südlichen China (nördliches und westliches Guangxi, südliches Guizhou und südöstliches Yunnan) bis ins nördliche Vietnam. Dort wächst diese Art an Hängen, in Tälern und in Galeriewäldern der Flüsse in Höhenlagen zwischen 700 und 2500 Meter. In Vietnam gilt diese Art als gefährdet.
Fossile Pollenfunde gibt es auch aus Nordamerika.

## Systematik
Die Forschung führte die Gattung eine Zeit lang als eigene Familie Rhoipteleaceae. Die Angiosperm Phylogeny Group vereinte sie aber wieder mit den Walnussgewächsen (Juglandaceae).